# Reevediep

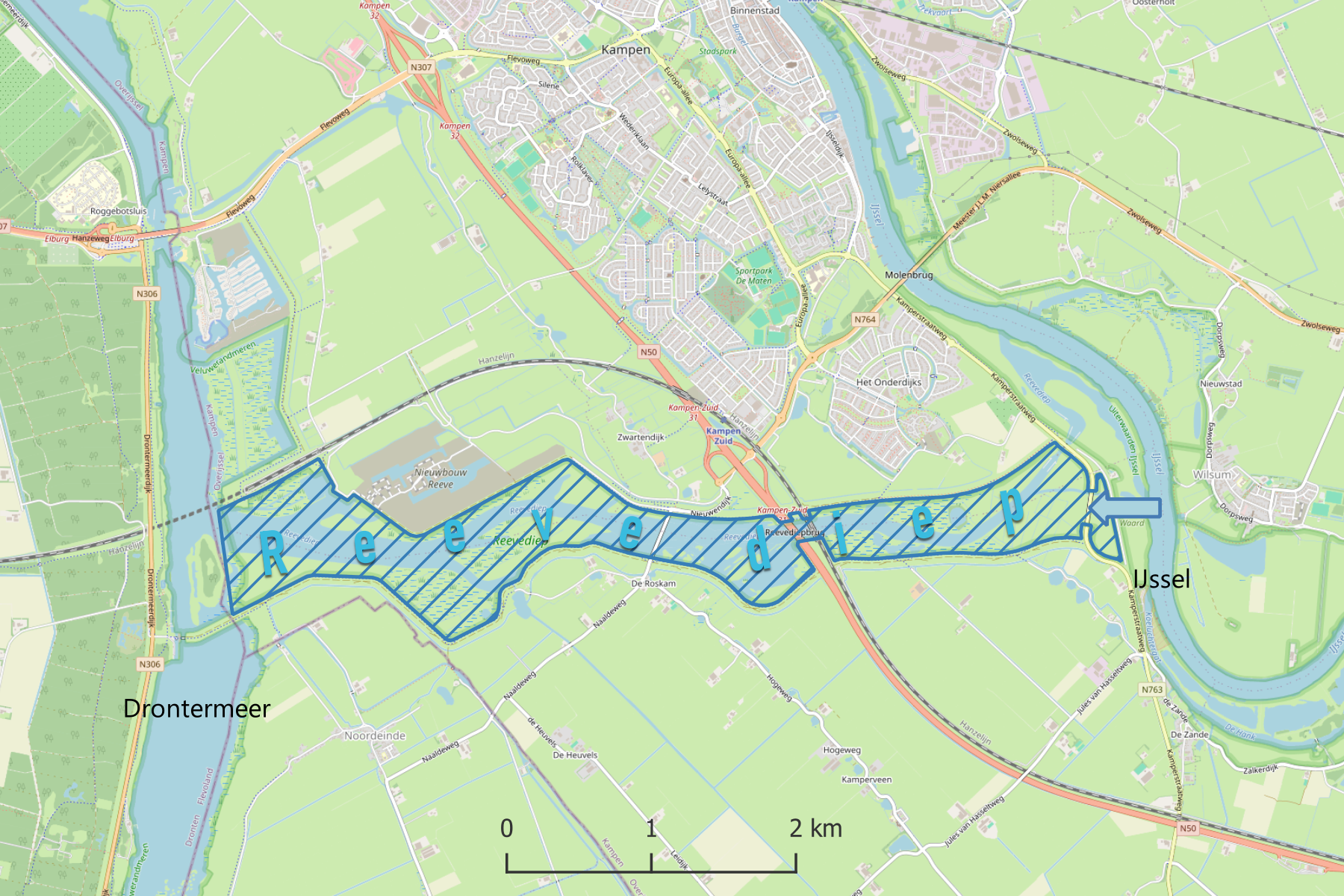
IJsselwater zal over de zomerkade het Reevediep instromen als de IJssel hoog genoeg komt

Het Reevediep is een in 2019 geopende waterverbinding tussen de rivier de IJssel bij Kampen en het Drontermeer. Deze verbinding takt af van de IJssel ter hoogte van Wilsum en mondt bij het eiland Reve uit in het Drontermeer ter hoogte van Noordeinde. Het bestaat uit een tussen dijken gelegen geul met naastgelegen uiterwaarden. Het is aangelegd als een hoogwatergeul voor de veilige afvoer van hoogwater op de IJssel. Onder dagelijkse omstandigheden is het Reevediep geschikt als vaargeul voor de recreatievaart. Ten noorden van deze geul is sinds 2021 een nieuwe woonwijk in de gemeente Kampen in aanleg, Reeve geheten. 
De aanleg van het Reevediep is gebeurd in het kader van het project Ruimte voor de rivier. Om een grotere waterafvoer via de IJssel mogelijk te maken hebben bij Kampen twee rivier-verruimende ingrepen plaatsgehad. In de stad is de IJssel tussen de Eilandbrug en de Molenbrug met circa twee meter verdiept, en ten zuiden van Kampen is het Reevediep aangelegd. Voor de geul zijn meerdere kunstwerken gebouwd: de Scheeresluis, inlaat Het Lange End, de spoorbrug van de Hanzelijn, de Reevediepbrug en de Nieuwendijkbrug. Deze kunstwerken verbinden de stad Kampen met Kamperveen.

## Naam
Rond Kampen noemt men vanouds meerdere aftakkingen van de IJssel diep. Zo zijn er het Ganzendiep en het Kattendiep. De naam Reevediep verwijst naar de oude benamingen van het gebied Nieuwe Reve en Buiten Reve. De Buiten Reve was een wetering die weer een restant was van de vroegere watergang Reeve en die  nu deel uitmaakt van het Reevediep. In het Drontermeer ligt het eiland Reve. 

## Prehistorie en nieuwere geschiedenis
Bij graafwerkzaamheden voor de aanleg van het Reevediep is een archeologische vondst gedaan die nieuw licht werpt op de geschiedenis van het gebied. Op een locatie werd een groot aantal jachtkampen uit het mesolithicum (10.000-5.300 v Christus) blootgelegd. Voor het eerst werden in Noord-Nederland pijlpunten aangetroffen die tot nu toe voornamelijk beneden de grote rivieren waren opgegraven. Bijzonder is de vondst van een hut of omheining die rond een van de concentraties vuursteen moet hebben gestaan. Verder werden er schillen van hazelnoten gevonden, afkomstig van voedsel van de jager-verzamelaars die hier tijdelijk verbleven.
Het idee om ten zuiden van Kampen een extra afvoer naar "zee" te maken is niet nieuw. Al in 1861 is door J.A.J. Sloet tot Oldhuis deze uitwatering beschreven.

## Natuur
Natuur die tot het Reevediepgebied behoort, wordt beheerd door onder andere Staatsbosbeheer. Bij de aanleg zijn een aantal bestaande natuurgebieden onderdeel geworden van het Reevediep, zoals de Koerskolk en De Enk. Andere gebieden zijn sterk veranderd, bijvoorbeeld de Onderdijkse Waard. In deze gebieden komen van oudsher een aantal zeldzame diersoorten voor zoals de meervleermuis, waterspitsmuis, rivierrombout, otter en de kleine modderkruiper. Diersoorten die thuishoren in extensief gebruikte open gebieden zoals reeën en ooievaars komen veelvuldig voor.

## Tweede fase
Op 14 maart 2019 werd met de opening van het gebied door Koning Willem-Alexander de eerste fase van het Reevediep afgerond. Aan de tweede fase werd op dat moment al gewerkt. Deze omvatte de aanleg van een nieuwe sluis (de Reevesluis) in het Drontermeer bij het eiland Reve, het verwijderen en door een brugverbinding vervangen van de Roggebotsluis, en de versterking van de Drontermeerdijk. Met het verwijderen van de Roggebotsluis ontstond een open verbinding met het IJsselmeer. Bij storm kan het water vanuit het IJsselmeer de laaggelegen delen van het Reevediep overspoelen, wat een belangrijke bijdrage is aan de natuurlijke dynamiek van het systeem. Bij hoogwater op de IJssel kan het IJsselwater via het Reevediep vrij afstromen naar het IJsselmeer. Dit gebeurde voor het eerst in december 2023.
Via de Reevedam, Reevesluis, Drontermeerdijk, de nieuwe brug bij de Roggebot en de Nieuwendijkbrug is ook een nieuwe fietsroute rondom Kampen ontstaan.

## Wonen
De eerste plaats die binnendijks aan het Reevediep zal worden ontwikkeld is het Kampense dorp Reeve. Dit wordt een waterrijk dorp met watersportfaciliteiten.

## Afbeeldingen

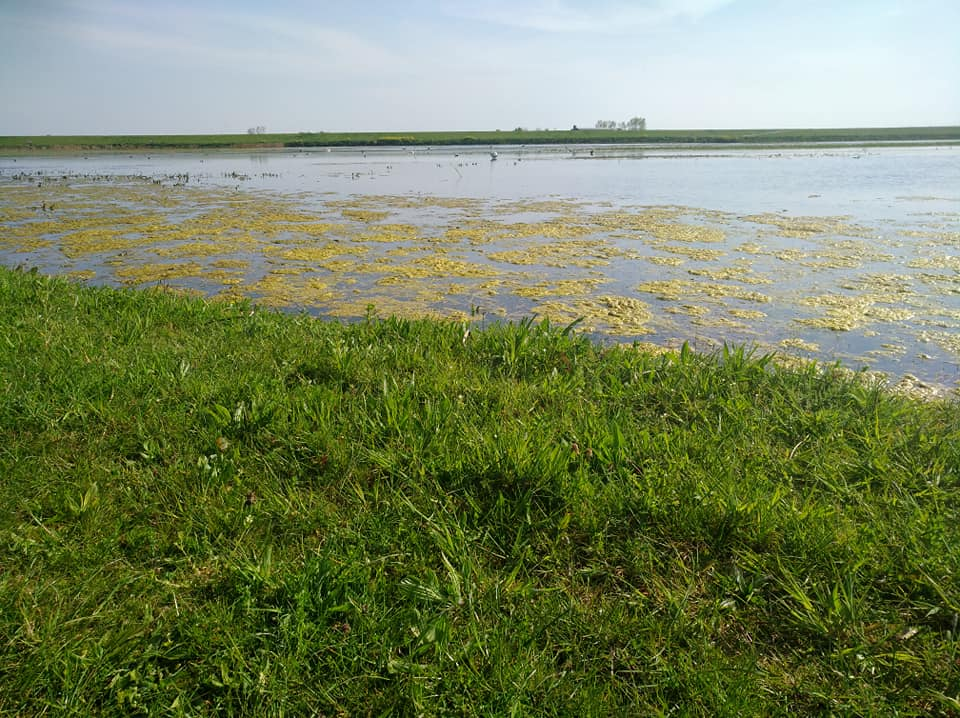
Drassige weilanden in het Reevediep.
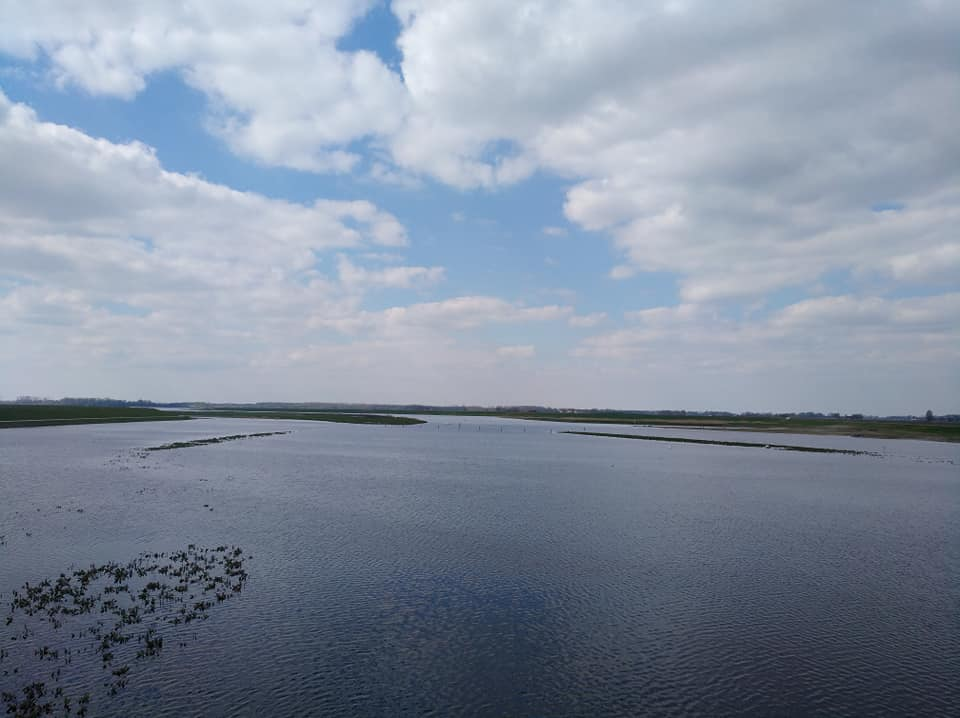
Het Reevediep met uitloopgebied t.h.v. de Nieuwendijkbrug op de oever in Kamperveen.